# リシチン
リシチン(Rishitin)は、ジャガイモやトマト等を含むナス属の植物が生産するセスキテルペンである。リシチンは、抗細菌活性を持つファイトアレキシンと呼ばれる植物の防衛化合物の1つで、病原体の攻撃への応答として生産される。同じファイトアレキシンのカプシドールと同様に、セスキテルペンの骨格を持ち、ファルネシル二リン酸(FPP)の誘導体である。リシチンという名前は、1968年に初めて発見されたジャガイモの栽培品種であるリシリに由来する。

## 生合成
リシチンの生合成経路は完全には解明されておらず、研究が続けられている。リシチンの合成を司る酵素もまだ発見されていない。放射性同位体ラベル化合物を用いた研究で、ソラベチボン、15-ヒドロキシソラベチボン、ルビミン、3-ヒドロキシルビミンがリシチンの前駆体であることが分かっている。